# Merodon albonigrum
Merodon albonigrum is een vliegensoort uit de familie van de zweefvliegen (Syrphidae). De wetenschappelijke naam van de soort is voor het eerst geldig gepubliceerd in 1996 door Vujic, Radenkovic & Simic.